# Batalha de Calínico (531)
A batalha de Calínico aconteceu no sábado de Páscoa, 19 de abril de 531, entre os exércitos do Império Bizantino sob Belisário e uma força sassânida de cavalaria sob Azaretes. Após uma derrota na Batalha de Dara, os sassânidas invadiram a Síria em uma tentativa de virar a maré da guerra. A resposta rápida de Belisário frustrou o plano, e suas tropas empurraram os persas até a fronteira da Síria por meio de manobras antes de forçar uma batalha na qual os sassânidas provaram ser os vencedores de Pirro.

## Prelúdio
Em abril de 531, o rei persa Cavades I enviou um exército sob Azaretes, consistindo em uma força de cavalaria de aproximadamente 15 000 aswaran com um grupo adicional de 5.000 cavalaria árabe lacmida sob Alamúndaro, para iniciar uma campanha, desta vez não através das cidades fronteiriças fortemente fortificadas da Mesopotâmia, mas através da rota menos convencional, mas também menos defendida em Comagena, a fim de capturar cidades sírias como Antioquia.